# Wolfdale-L
Wolfdale-L è la versione ridotta del processore dual core Intel Core 2 Duo Wolfdale. È previsto che, come il suo predecessore, il core Conroe-L, possa essere la nuova generazione delle CPU Pentium Dual Core e Celeron Dual Core.

## Caratteristiche tecniche

### Processo produttivo
Al pari di Conroe-L, anche Wolfdale-L permette di fornire anche nella fascia economica del mercato tutte quelle innovazioni che Intel ha sviluppato attraverso la nuova architettura "Core" e in particolare attraverso la sua evoluzione a 45 nm. Derivando dal progetto Wofdale, viene ovviamente utilizzato lo stesso processo produttivo a 45 nm con approccio a Die Monolitico. Le prime indiscrezioni lo davano come una CPU ancora single core con clock variabile da 2,4 GHz a 3 GHz, cache L2 pari a 1 MB, bus a 800 MHz e un consumo di 35 Watt, ma successivamente non si hanno avuto più conferme in tale senso e anzi, dovendo essere il successore del core Conroe-L, che è stato reso disponibile anche in versioni dual core è apparso di conseguenza molto improbabile che esso potesse essere ancora single core se non in particolari versioni.
Le ultime informazioni dei primi giorni di aprile 2008 lo indicavano come processore dual core con BUS a 1066 MHz e cache L2 di 1,5 MB, ovvero un leggero miglioramento in termini di frequenza, BUS e cache rispetto al predecessore Conroe-L. Poi altre dichiarazioni di Intel, di luglio, hanno evidenziato come l'azienda abbia intenzione di proporre anche versioni con più cache e BUS ridotto.

### Tecnologie implementate
Non manca il supporto alle istruzioni MMX, SSE, SSE2 e SSE3 e EM64T, oltre alla tecnologia di protezione XD-bit. Manca invece ancora una volta la tecnologia Vanderpool, oltre ovviamente all'Hyper-Threading che comunque non è più implementato nei nuovi processori Intel anche di fascia alta. Per quanto riguarda la tecnologia SpeedStep non si hanno ancora conferme ufficiali, ma è presumibile che sia stato adottato lo stesso approccio utilizzato anche per Conroe-L, ovvero le versioni commercializzate come Pentium Dual Core ne sono dotate, mentre se dovessero arrivare anche quelli commercializzati come Celeron Dual Core (al momento non ancora annunciati), questi ne dovrebbero essere privi.

## Altre varianti economiche di Wolfdale
Allo scopo di produrre CPU meno costose, dotate di un quantitativo di cache L2 inferiore, Intel non ha presentato solo il core Wolfdale-L ma, al pari, di quanto fatto anche per Conroe, è arrivato anche il core Ridgefield, successore di Allendale, che però è stato commercializzato con il marchio Core 2 Duo, anche se è dotato di soli 3 MB di cache L2.

## Prezzi dei vari modelli di Wolfdale-L
A settembre 2008 è arrivato un solo modello, appartenente alla nuova serie E5x00:
- Pentium E5200 - 84 $

Successivamente, a fine novembre, è arrivato anche un modello più potente e per l'occasione il prezzo dell'E5200 è sceso a 74 $:
- Pentium E5300 - 84 $

### Modelli ancora attesi sul mercato
Successivamente, dovrebbe arrivare anche un modello che introdurrà nella gamma dei Pentium Dual Core il processor number della serie E3xxx, successiva alla precedente E2xxx:
- Pentium E3140 - clock di 2,13 GHz, BUS a 1066 MHz, cache L2 di 1,5 MB - 75 $

Il 18 gennaio 2009 dovrebbe arrivare anche una versione più potente della serie E5xxx, e i prezzi dei modelli già presentati scenderanno rispettivamente a 74 $ e 64 $:
- Pentium E5400 - clock di 2,7 GHz, BUS a 800 MHz, cache L2 di 2 MB - 84 $

Nel terzo trimestre 2009 arriveranno anche i nuovi Celeron Dual Core serie E3xxx basati sul core Wolfdale-L (derivato dal core Wolfdale) e realizzati a 45 nm; essi saranno inoltre dotati di un quantitativo doppio di cache L2:
- Celeron E3200 - clock di 2,4 GHz, BUS a 800 MHz, 1 MB di cache L2, 65 W, Vanderpool, SpeedStep, XD-bit, EM64T.
- Celeron E3300 - clock di 2,5 GHz, BUS a 800 MHz, 1 MB di cache L2, 65 W, Vanderpool, SpeedStep, XD-bit, EM64T.

## Modelli arrivati sul mercato
La tabella seguente mostra i modelli di Pentium Dual Core, basati su core Wolfdale-L, arrivati sul mercato. Molti di questi condividono caratteristiche comuni pur essendo basati su diversi core; per questo motivo, allo scopo di rendere maggiormente evidente tali affinità e "alleggerire" la visualizzazione alcune colonne mostrano un valore comune a più righe. Di seguito anche una legenda dei termini (alcuni abbreviati) usati per l'intestazione delle colonne:
- Nome Commerciale: si intende il nome con cui è stato immesso in commercio quel particolare esemplare.
- Data: si intende la data di immissione sul mercato di quel particolare esemplare.
- Socket: lo zoccolo della scheda madre in cui viene inserito il processore. In questo caso il numero rappresenta oltre al nome anche il numero dei pin di contatto.
- N°Core: si intende il numero di core montati sul package: 1 se "single core" o 2 se "dual core".
- Clock: la frequenza di funzionamento del processore.
- Molt.: sta per "Moltiplicatore" ovvero il fattore di moltiplicazione per il quale bisogna moltiplicare la frequenza di bus per ottenere la frequenza del processore.
- Pr.Prod.: sta per "Processo produttivo" e indica tipicamente la dimensione dei gate dei transistors (180 nm, 130 nm, 90 nm) e il numero di transistor integrati nel processore espresso in milioni.
- Voltag.: sta per "Voltaggio" e indica la tensione di alimentazione del processore.
- Watt: si intende il consumo massimo di quel particolare esemplare.
- Bus: frequenza del bus di sistema.
- Cache: dimensione delle cache di 1º e 2º livello.
- XD: sta per "XD-bit" e indica l'implementazione della tecnologia di sicurezza che evita l'esecuzione di codice malevolo sul computer.
- 64: sta per "EM64T" e indica l'implementazione della tecnologia a 64 bit di Intel.
- HT: sta per "Hyper-Threading" e indica l'implementazione della esclusiva tecnologia Intel che consente al sistema operativo di vedere 2 core logici.
- ST: sta per "SpeedStep Technology" ovvero la tecnologia di risparmio energetico sviluppata da Intel e inserita negli ultimi Pentium 4 Prescott serie 6xx per contenere il consumo massimo.
- VT: sta per "Vanderpool Technology", la tecnologia di virtualizzazione che rende possibile l'esecuzione simultanea di più sistemi operativi differenti contemporaneamente.

| Nome Commerciale | Data        | Socket | N°Core | Clock   | Molt. | Pr.Prod. | Voltag. | Watt | Bus     | Cache             | XD | 64 | HT | ST | VT |
| ---------------- | ----------- | ------ | ------ | ------- | ----- | -------- | ------- | ---- | ------- | ----------------- | -- | -- | -- | -- | -- |
| Pentium E5200    | 2/set/2008  | 775    | 2      | 2,5 GHz | 12,5x | 45 nm    | 1,21 V  | 65 W | 800 MHz | L1=2x64KB L2=2 mB | Sì | Sì | No | Sì | No |
| Pentium E5300    | 30/nov/2008 | 775    | 2      | 2,6 GHz | 13x   | 45 nm    | 1,21 V  | 65 W | 800 MHz | L1=2x64KB L2=2 mB | Sì | Sì | No | Sì | No |

Nota: la tabella soprastante è un estratto di quella completa contenuta nella pagina del Pentium Dual Core.

## Il successore
Intel non ancora dichiarato se e quale potrebbe essere il successore del core Wolfdale-L, ma non è escluso che tale successore possa anche non esistere dato che alla fine del 2008 Intel passerà alla nuova architettura Nehalem, successiva alla "Core" e potrebbe quindi abbandonare definitivamente il marchio "Pentium".